# آشباخ (با-رون)
آشباخ (به فرانسوی: Aschbach) یک کمون در فرانسه است که در Unterelsaß واقع شده‌است. آشباخ ۴٫۳۲ کیلومتر مربع مساحت دارد.